# 谷廣善
谷广善（1909年—2007年），原名谷东平，河北省高邑县人，中国人民解放军开国少将。

## 生平
自幼丧父。在基督教会办的慈善小学只读过三年书。15岁外出打工，16岁投西北军当看护兵，后当司药、看护长，最后成为军医。1931年随第26路军宁都暴动成为中国工农红军，担任师卫生队队长、野战医院院长、红一军团卫生部副部长等职。1936年入党。
抗日战争，任八路军115师卫生部部长。平型关战斗救治了八路军300多名重伤员，基本都迅速康复归队。1938年3月2日，115师师部行军路经山西隰县北部千家庄村晋军第19军第70师防区，林彪被阎军哨兵误以为是敌军开枪击中背部贯通伤。罗荣桓请示中央后，立即决定派遣师卫生部长谷广善带着两名医护人员、师锄奸部长朱涤新带一个警卫连护送林彪去延安养伤。由于严格消毒，伤口没有感染，还没到黄河渡口交接给延安专门派来的医学专家江一真，第六天林彪背部的伤口已经愈合能下地走动了。
此后担任东北野战军后勤参谋长等职位。中华人民共和国成立后，任中南军区后勤部运输部长、空军修建部部长、第七机械工业部副部长等职。1955年，授中国人民解放军少将军衔，二级八一勋章、一级独立自由勋章和一级解放勋章。